# Ковалевка (посёлок, Самойловский район)
Ковалевка — упразднённый посёлок в Самойловском районе Саратовской области России. На момент упразднения входил в состав Святославского округа. В 1999 году включен в состав посёлка Красный и исключен из учётных данных.

## География
Посёлок находился в юго-западной части Саратовского Правобережья, в пределах Окско-Донской равнины, в степной зоне, на правом берегу реки Красавки, на расстоянии примерно 29 километров (по прямой) к северо-западу от посёлка городского типа Самойловки. Ныне представляет собой правобережную часть посёлка Красный — улицы Ковалевская и 2-я Ковалевская.
Климат
Климат характеризуется как умеренно континентальный с холодной малоснежной зимой и сухим жарким летом. Среднегодовая температура воздуха — 4,7 — 4,9 °C. Средняя многолетняя температура самого холодного месяца (января) составляет −11 — −11,1 °C (абсолютный минимум — −43 °С), температура самого тёплого (июля) — 20,7 — 20,8 °C (абсолютный максимум — 42 °С). Среднегодовое количество атмосферных осадков — 385—476 мм, из которых большая часть (250—310 мм) выпадает в период с апреля по октябрь. Снежный покров держится в среднем 120—127 дней в году.